# 豹尾班侍衛
豹尾班侍衛，為清朝侍衛處下轄的特殊侍衛職，掌隨御駕出入扈從之事。

## 建置
最初設置60人，於上三旗各等侍衛中挑選功臣勳戚子弟兼充，每日以20人值班於後左門。後改定為30人，手持豹尾槍10人、佩刀10人、佩弓10人，跟隨後扈大臣、前引大臣導引隨扈，於各處值班侍衛內選派兼充。
朝會、祭祀出入時，由領侍衛內大臣及侍衛班領率領導引。皇帝乘輿出入時，以10人執豹尾槍，10人佩儀刀，侍立於乾清門階梯下左右兩側。御駕出行，豹尾班侍衛殿後，以領侍衛內大臣1人、侍衛班領2人統之，御駕返回紫禁城，豹尾班侍衛跟隨至乾清門，退回後左門值班。
大朝儀式時，由領侍衛內大臣2人率豹尾班執槍侍衛10人、佩刀侍衛10人立於乾清門外，禮部堂官2人立於乾清門階梯下，前引大臣10人立於太和殿後階梯下導引皇帝乘輿。皇帝升座太和殿，豹尾班侍衛於寶座後方左右兩列面向南方侍立。御門聽政時，值班侍衛引領有事各官由後左門進入，豹尾班侍衛於乾清門階梯下方左右牆角侍立，領侍衛內大臣、直班內大臣、侍衛於乾清門階下站立。御經筵日，侍衛2人前導至文華門，後扈大臣跟隨皇帝至寶座左右侍立，御前侍衛、乾清門侍衛於寶座後兩旁侍立，豹尾班侍衛於殿外階梯下方左右依序侍立。
祭祀日壇、月壇、圜丘壇、方澤壇時，以領侍衛內大臣1人、侍衛班領2人率領豹尾班執槍侍衛10人、佩儀刀侍衛10人、佩矢弓侍衛20人跟隨在御輦後方。抵達郊壇，豹尾班侍衛於壇內壝門外依序侍立。祭祀祈年殿、太廟時，豹尾班侍衛於三成階梯下侍立。祭祀社稷壇時，豹尾班侍衛侍立於拜殿南門外。展拜堂子時，豹尾班侍衛侍立於祭神殿兩旁。祭祀先農壇時，豹尾班侍衛侍立於樂懸南側。大閱時，由前引大臣、後扈大臣引扈，豹尾班侍衛穿著甲胄殿後，御前大臣、侍衛等均著甲胄隨行。皇帝住宿帳殿時，豹尾班侍衛按翼排列宿衛。

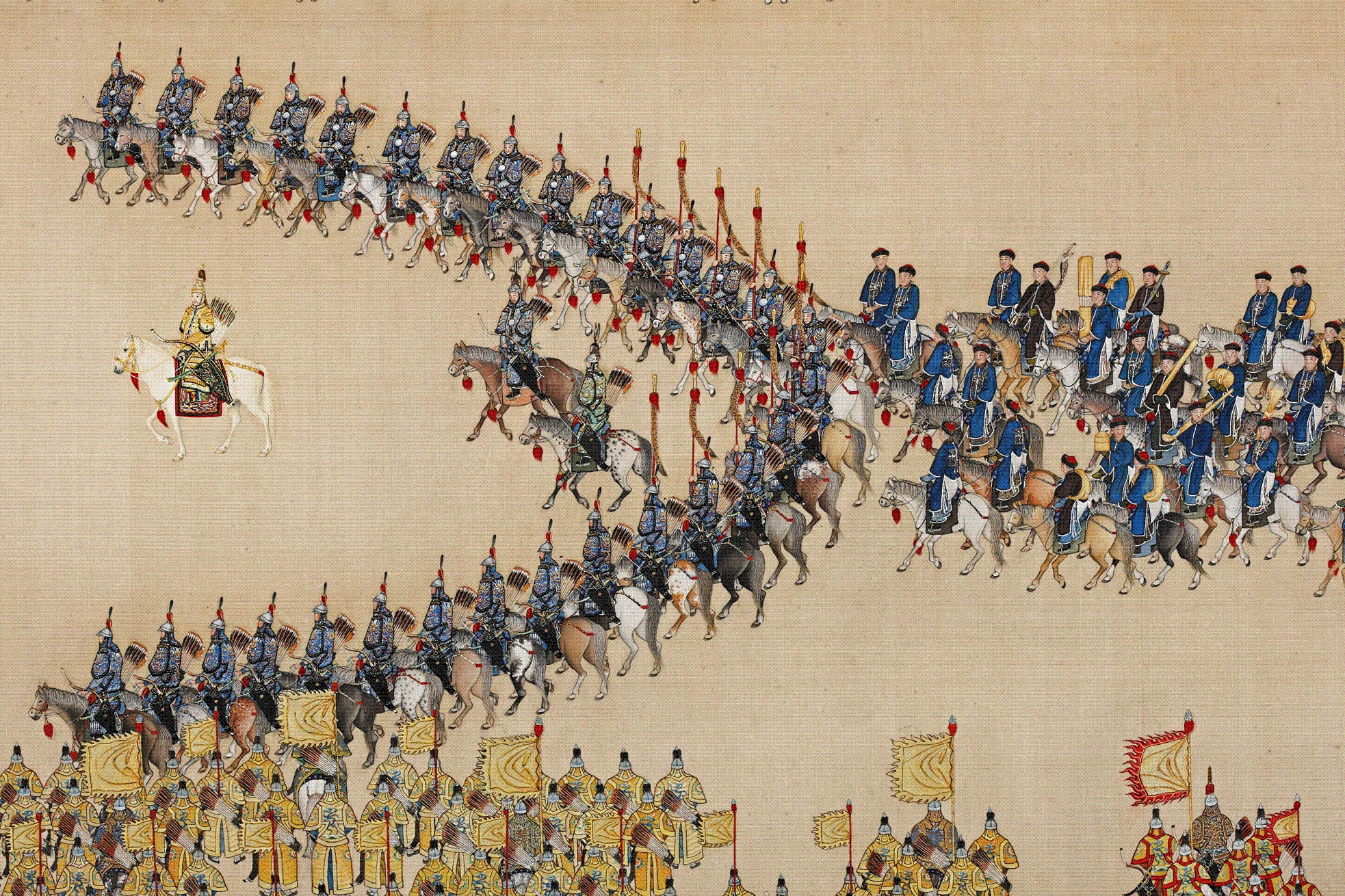
大閱禮中殿後環衛的豹尾班侍衛